# رحلة التجاني
رحلة التجاني: هو كتاب ألفه أبو محمد عبد الله بن محمد بن أحمد التجاني في القرن الثامن الهجري ويعد أحد مصادر تاريخ تونس.

صورة غلاف رحلة التجاني، ط 2005

## تاريخه
خرج التجاني في رحلته عام 706هـ/ ديسمبر 1306م رفقة أحد الأمراء الحفصيين المتوجه نحو المشرق لأداء فريضة الحج. وقد اصطحبه إلى طرابلس ومنها عاد إلى تونس ليكتب رحلته التي بقيت مخطوطة وأول من قام بتحقيقها بتكليف من إدارة العلوم والمعارف، هو المستشرق الفرنسي وليام مرسي، اعتمادا على ست مخطوطات منها ما يعود إلى جامع الزيتونة ومنها ما يعود إلى المكتبة الشعبية بالجزائر ومن تلمسان ومن مكتبة حسن حسني عبد الوهاب. ثم بعد الاستقلال اهتمت وزارة الثقافة التونسية بالرحلة، فأعيد طبعها بتقديم من حسن حسني عبد الوهاب. وقد طبعت أكثر من مرة: في 1958 و1981 و2005...

## المحتوى
يقول عنها حسن حسني عبد الوهاب إنها «من غرر المصنفات التونسية، وكأنها الوحيدة من نوعها في وصف البلاد الإفريقية والتعريف بعمرانها في أوائل القرن الثامن للهجرة، أحد العصور الغامضة الأنباء في تاريخ تونس الاجتماعي والسياسي لندرة النصوص الواصلة إلينا عنه». وقد انطلق التجاني من العاصمة وزار الساحل التونسي، ومر بمدينة صفاقس ثم اتجه جنوبا إلى قابس وجزيرة جربة، ثم مطماطة فواحات نفزاوة والجريد ثم عاد ليواصل طريقه نحو طرابلس، ثم يعود إلى الحاضرة. وقد وصف خلال كل ذلك ما يمر به من مدن وقرى موردا ما مضى من أحداثها ومعرفا بالنابغين من أبنائها من فقهاء وقواد وأدباء قدامى ومعاصرين له. ويقول ح. ح. عبد الوهاب عنها إنها «مرآة صقيلة تتمثل فيها صورة البلاد التونسية من حيث عناصر السكان وهيئتهم الاجتماعية والاقتصادية علاوة على تفصيل جغرافية القطر وتاريخه وتراجم مشاهير أبنائه مع التعرض للنباتات الخاصة بكل جهة من جهاته، وهو مقدار من الإفادات قلما اجتمع في رحلة واحدة، وفي ذلك بلاغ». وأورد التجاني في رحلته أشعارا لمعاصريه ومن نظمه أيضا.

## لمحات من الرحلة
يقول التجاني عن قابس «فرأينا بلدا قد استوفى المحاسن واستغرقها، وأذكر بمنظره الأنضر، وورقها الأخضر، جنة الخلد واستبرقها، وقد أحدقت غابته من جميع جهاته، وبهذه الغابة من الجواسق والنخل المتناسق ما يسترقف الطرف ويستوفي الحسن والظرف، ويحقق ما قيل أن قابس جنة الدنيا، وأنها دمشق الصغرى». ويصف التجاني ما وجده من ثمار بنفزاوة بالجنوب التونسي، فيقول «وبها سفرجل قل في جميع البقاع ما يناظره أو يقرب منه طيب طعم وضخامة جرم وكثرة ماء وخلوص صفاء وليس يشبهه إلا السفرجل الموجود بتاجورة من قرى طرابلس، وحدث عندهم في وقتنا هذا صنف من أصناف الكمثرى بديع الشكل شهي الأكل قلما يوجد مثله طيبا». ويتحدث عن توزر قائلا: «وليس في بلاد الجريد غابة أكبر منها ولا أكثر مياها، وأصل مياهها من عيون تنبع من الرمل وتجتمع خارج البلد في واد متسع، وتتشعب منه جداول كثيرة، وتتفرع عن كل جدول منها مذانب يقسمونها بينهم على أملاك لهم مقررة مقاسم من المياه المعروفة، ولهم على قسمها أمناء من ذوي الصلاح فيهم يقسمونها على الساعات من النهار والليل بحساب لهم في ذلك معروف، وأمر مقرر مألوف».

## إشارات مرجعية
1. ↑  أبو محمد عبد الله بن محمد بن أحمد التجاني، رحلة التجاني، قدم لها ح. ح. عبد الوهاب، الدار العربية للكتاب، تونس 2005، ص 36
2. ↑  المصدر نفسه، ص 34
3. ↑  المصدر نفسه، ص 35
4. ↑  المصدر نفسه، ص 103
5. ↑  المصدر نفسه، ص 149
6. ↑  المصدر نفسه، ص 152